# Andy Barnes
Andrew Barnes (sinh ngày 31 tháng 3 năm 1967) là một cầu thủ bóng đá đã giải nghệ thi đấu cho Sutton United, Crystal Palace và Carlisle United.